# 艾米 (阿肯色州)
艾米（英語：Amy）是位於美國阿肯色州沃希托縣的一個非建制地區。該地的面積和人口皆未知。

## 地理
艾米的座標為33°43′55″N 92°48′56″W / 33.73194°N 92.81556°W，而該地的平均海拔高度為42米（即138英尺）。